# Tengah Ulu
Tengah Ulu is een bestuurslaag in het regentschap Tebo van de provincie Jambi, Indonesië. Tengah Ulu telt 1155 inwoners (volkstelling 2010).